# Cortana (assistant personnel intelligent)
Pour les articles homonymes, voir Cortana.
Cortana est le nom de l'assistant personnel intelligent développé par Microsoft pour sa plateforme Windows Phone à partir de la version 8.1 jusqu'à Windows 10.
Cortana a été annoncé à la conférence Build qui s'est tenue du 2 au 4 avril 2014.
Cortana existe également sur Android et iOS (en bêta et uniquement dans certaines langues) sous la forme d'une application et est intégré avec le système CyanogenMod. Cependant, Microsoft ne voit plus Cortana comme une concurrente directe des assistants Alice de Yandex, Siri d'Apple, Bixby de Samsung, et Google Assistant. Cortana collabore également avec Alexa d'Amazon, qui prévoit de l'intégrer en tant qu'extension.
L’assistance vocale Cortana dans Windows en tant qu’application autonome a été mise hors service au printemps 2023. 
Cortana repose principalement sur Bing, le moteur de recherche de Microsoft, ainsi que sur les données présentes sur le smartphone de l'utilisateur (contacts, courriels, calendrier, etc.). Les résultats sont retournés par Bing mais aussi par des services externes, comme Foursquare pour la géolocalisation. Cortana remplace d'ailleurs dans Windows Phone 8.1 l'interface du moteur de recherche de la version 8.0 du système d'exploitation mobile de Microsoft par celle d'un double cercle bleu animé qui sert d'identité au service.
« Cortana » n'était à l'origine que le nom de code de cet assistant, en référence à l'intelligence artificielle Cortana du jeu Halo dont Microsoft détient les droits, et a finalement été conservé officiellement après que de nombreux internautes en ont fait la demande.

## Fonctionnalités

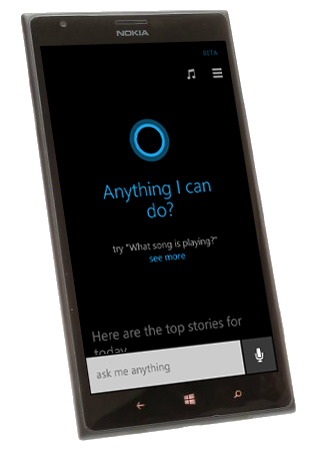
L'écran d’accueil de Cortana sur un smartphone Nokia

La particularité de Cortana réside dans l'utilisation d'un « bloc-notes » dans lequel l'utilisateur peut renseigner et consulter diverses informations telles que ses centres d'intérêt, ses tâches, ses « heures tranquilles », ses lieux favoris, ses rappels, synchronisés entre appareils Windows et Android mais aussi le nom par lequel il souhaite être appelé et en vérifier la bonne prononciation. Grâce à Microsoft Traduction, Cortana est capable de traduire un texte avec la demande « Traduis ... en anglais. », par exemple pour la traduction vers l'anglais. La fonction de recherche musicale n'est plus disponible depuis l'arrêt du service en ligne de Microsoft, Groove Musique car Cortana reposait sur son catalogue pour trouver les morceaux.

## Disponibilité
Cortana est disponible en français avec Windows 10.  Il est aussi disponible sur Windows Phone 8.1 et ultérieur, mais les langues disponibles sont limitées à la langue anglaise aux États-Unis en version bêta (Windows Phone 8.1 et ultérieur) et en France, au Royaume-Uni, en Inde, au Canada et en Australie en version alpha (Windows Phone 8.1 Update 1 et ultérieur).
Il est aussi disponible en allemand, en italien et en espagnol en version alpha, mais uniquement réservée aux adhérents du programme « Preview for Developers ».
Par ailleurs, une version spéciale de l'assistant personnel intelligent baptisée Xiao Na est disponible en Chine.